# Circuit Jemeppien
Le Circuit Jemeppien est une ancienne course cycliste belge, disputée entre 1909 et 1922 à Jemeppe-sur-Meuse en région wallonne dans la province de Liège.

## Palmarès
| Année | Vainqueur        | Deuxième             | Troisième        |
| ----- | ---------------- | -------------------- | ---------------- |
| 1909  | Dieudonné Jamar  | Henri Devroye        | Victor Dethier   |
| 1910  | Henri Devroye    | Dieudonné Jamar      | Joseph Thibeau   |
| 1911  | Victor Dethier   | Georges Monseur      | Arsène Govaert   |
| 1912  | Hubert Noel      | Victor Kraenen       | Jean Demarteau   |
| 1919  | Etienne Putzeys  | Charles Haidon       | Félix Sellier    |
| 1920  | Arthur Claerhout | Félix Sellier        | Camille Goupy    |
| 1921  | Laurent Seret    | Charles Juseret      | Hubert Noel      |
| 1922  | René Vermandel   | Florent Vandenberghe | Alfons Van Hecke |